# Vagrant Records
Vagrant Records är ett skivbolag startat av punkbandet Face to Face manager Rich Egan och hans vän Jon Cohen 1996.

## Band (urval)
- Ace Enders and a Million Different People
- Alexisonfire
- The A-Sides
- The Appleseed Cast
- City and Colour
- The Comas
- A Cursive Memory